# Хипнос
Хипнос в древногръцката митология е богът на сънищата. Син е на богинята на нощта Никта и брат близнак на бога на смъртта Танатос. Баща на Морфей.
Хипнос бил тих и спокоен, за разлика от брат си – безпощадния Танатос. С помощта на мак – той можел да приспи и да донесе покой на всеки, дори на боговете. И той, и брат му – Танатос са изобразявани с венци от мак. Според Омир, Хипнос живеел на остров Лемнос.
Често боговете използвали Хипнос в интригите помежду си. Хера помолила Хипнос да приспи Зевс, докато тя преследва Херкулес. След това се наложило майка му да се застъпи за него пред Зевс, за да не го сполети гнева му.